# UnsraW
Unsraw (アンスロウ, Ansurō, stylisé UnsraW) est un groupe de Ero Guro et visual kei japonais. Il est formé en juillet 2006 et séparé en 2011.

## Biographie
UnsraW est formé par deux des anciens membres (Yuki et Shou) du groupe COЯE THE CHILD. Après leur signature au label Speed Disk, le groupe publie leur premier maxi-single intitulé -9-, le 30 août 2006. C'est un succès puisque le maxi-single est vendu en quelques jours après sa sortie. Le maxi-single single 'Gate of Death sort le 25 octobre 2006. Le 20 décembre est sorti Spiral Circle un mini-album qui compile -9- et Gate of Death. Au début de 2007, UnsraW commence à publier en Europe grâce au label CLJ Records, avec la réédition de leur premier album, intitulée Spiral Circle -Complete-, et un DVD, Screaming Birthday. Le groupe publie un autre single qui mène à deux nouveaux EP en été 2007 intitulé Abel et Kein (en référence à Cain and Abel). Abel est publié en août, et Kein le 26 septembre,.
Après quelques performances scéniques en 2008, Yuki se retrouve soudainement malade et dans l'incapacité de chanter (maladie pulmonaire). Le reste des membres donne tout de même des dates de concert sans le chanteur. En avril, Yuki revient sur la scène musicale mais pour un bref moment car ce dernier est toujours incapable de chanter. Le groupe se met donc en pause en attendant le rétablissement du chanteur. À leur retour sur le devant de la scène, le bassiste Jun annonce son départ. La tournée européenne prévue en 2010 (premier concert en France le 6 février) se fera donc sans lui. Le 23 septembre 2009 est sort le nouveau maxi-single d'Unsraw, intitulé Reborn. Ce single marque ainsi la « renaissance » du groupe, composé de nouveaux membres, celui-ci ayant décidé de marquer une pause depuis la sortie du dernier album.
En février 2010, Rai, le second guitariste, annonce son départ pour la fin du mois - il assure tout de même la tournée européenne. Loin de se laisser abattre, le groupe trouve un guitariste du nom de Madoka pour le remplacer. Ils intègrent également Jin à la basse dans leur formation, l'ex-musicien de session du groupe Black:List les ayant accompagnés durant toute la tournée européenne. Cette même année, ils publient l'EP Guilty. En février 2011, Yuki est obligé de quitter le groupe pour des raisons personnelles. Les autres membres font un dernier live, sans chanteur, et annonce la dissolution du groupe, car pour eux, UnsraW n'est plus le même sans Yuki.

## Style musical
Le groupe joue une musique assez lourde, dans le style de Deathgaze, c'est-à-dire des riffs de guitare lourds, une batterie utilisant largement le double pédalier, une basse énergique et une voix gutturale complètement maitrisée. Le look du groupe se veut assez sombre.

## Membres

### Derniers membres
- Tetsu (哲) - guitare
- Madoka (円) - guitare
- Jin (迅) - basse
- Shou (匠) - batterie

### Anciens membres
- Rai (礼) - guitare (quitte le groupe en février 2010)
- Jun (准) - basse (quitte le groupe en 2009)
- Yuki (勇企) - chant

## Discographie

### Albums studio
- 2007 : Spiral Circle~Complete
- 2008 : Abel/Kein

### EP
- 2006 : Spiral Circle (type A) (CD+DVD)
- 2006 : Spiral Circle (type B) (CD+DVD)
- 2007 : -Calling-
- 2007 : Abel
- 2007 : Kein
- 2010 : Guilty

### Maxi-singles
- 2006 : -9-
- 2006 : Gate of Death
- 2007 : Lustful Days
- 2009 : Reborn

## DVD
- 2007 : Screaming Birthday